# Frčík hřebenatý
Frčík hřebenatý (Paradipus ctenodactylus) je hlodavec žijící v pouštích Kyzylkum a Karakum ve Střední Asii. Je jediným zástupcem rodu Paradipus.

## Popis
- délka těla: 11 – 15 cm
- délka ocasu: 20 – 22 cm
- hmotnost: 140 g

Frčík hřebenatý se stavbou těla podobá ostatním tarbíkům: hrudní končetiny jsou zkrácené, pánevní naproti tomu prodloužené a přizpůsobené ke skákání. Srst je béžová, břicho a okolí očí a štětička na konci ocasu je bílá, na lících a na hrudi jsou rezavé skvrny. Tarbík hřebenatý má výrazné, velké oči, velké uši a dlouhý ocas. Zvláštností jsou tuhé štětiny vyrůstající na prstech pánevních končetin, které zřejmě pomáhají frčíkovi při pohybu po písku.
Frčík hřebenatý je rychlý a obratný běžec, dokáže se pohybovat rychlostí až 9 m/s, vyskočí až 1,5 m vysoko a 3 m daleko.
Je aktivní v noci, ve dne odpočívá v norách vyhrabaných v písku Je výhradně býložravý, živí se mladými výhonky keřů, především saksaulu perského, slanobýlu a kaligonu, trávou, plody saksaulu a harmaly stepní a různými semeny. Rozmnožuje se 2x za sezónu, v jednom vrhu je průměrně 3-4 mladých. Během zimy hibernuje v norách.